# Studzianka (Górany)
Studzianka – kolonia wsi Górany w Polsce. położona w województwie podlaskim, w powiecie sokólskim, w gminie Krynki.
W latach 1975–1998 kolonia administracyjnie należała do województwa białostockiego.
W okresie międzywojennym stacjonowała tu strażnica Korpusu Ochrony Pogranicza